# Яблан (Мирна Печ)
Яблан (словен. Jablan) — поселення в общині Мирна Печ, регіон Південно-Східна Словенія, Словенія.